# Estudantes (filme)
Estudantes foi um filme brasileiro de comédia musical dirigido por Wallace Downey e estrelado por Carmen Miranda, Barbosa Júnior, Mesquitinha e Mário Reis.
Inicialmente intitulada Folia de Estudantes, foi feita totalmente numa única semana nos estúdios e laboratórios da Cinédia. Estreou no Cine Alhambra, no Rio de Janeiro, em 8 de julho de 1935, ficando em cartaz por duas semanas. Também foi exibido em São Paulo, no Cine Odeon (Sala Vermelha), estreando em 15 de julho daquele mesmo ano. Ao que se sabe, não existem cópias preservadas deste filme.

## Enredo
Os estudantes cariocas mais uma vez preparam o trote aos calouros. É outra manifestação de alegria, aumentando o ritmo vibrante da vida carioca. As "vitimas" passam sorrindo por todos os martírios. Consola-as a ideia de que, para o ano passarão adiante todas as amarguras que agora experimentam.
Entre a turma está o Flores (Barbosa Júnior), estudante que ha 15 anos cursa a mesma serie, como um prodigioso campeão de paciência, e o que se encarrega de inventar todos os instrumentos de tortura para os novos. Flores anuncia aos colega que, neste ano, os que iniciavam a primeira série iam contar com uma verdadeira "uva", uma morena linda, Mimi (Carmen Miranda), que passará brilhantemente nos "vestibulares". A turma pensa ser mais uma blague do Flores, porém, quando chega o dia da primeira aula, Mimi aparece e tonteia toda a escola.
O Professor (Sílvio Silva) do 1º ano, que vivia reclamando contra a impontualidade dos estudantes, não pode compreender como, de um dia para outro, seus alunos passam a ser de uma assiduidade exemplar à frequência da escola. Era Mimi, a morena bonita, quem fazia o milagre! Entre esses, Mário (Mário Reis), um quintanista, era o mais assíduo; diariamente ia aturar os discursos do primeiro ano, só para estar junto de Mimi.
Outra paixão verdadeiramente vulcânica Mimi despertou no peito do cândido Ramalhete (Mesquitinha) amigo do Flores. Porém, estando este também apaixonado por Mimi, vivem em discussões constantes e vigiando-se estreitamente para a conquista da pequena. Mimi, que não era tola, resolveu aproveitar-se da paixonite dos dois, fingindo ligar a um e a outro, igualmente embora de fato, só estivesse mesmo interessada por Mário.
Essa situação de rivalidade entre Flores e Ramalhete é assunto atual de toda a escola, principalmente quando Flores, sempre à frente de todos os movimentos dos estudantes, promove uma grande festa de São João, tendo conseguido o concurso de todos os ases do broadcasting, que dão à festa um brilho excepcional. Porém, no fim dessa noite alegre, dois corações feridos sofrem, Flores e Ramalhete, os dois apaixonados rivais, têm a dolorosa surpresa de ver anunciado o noivado de Mimi!

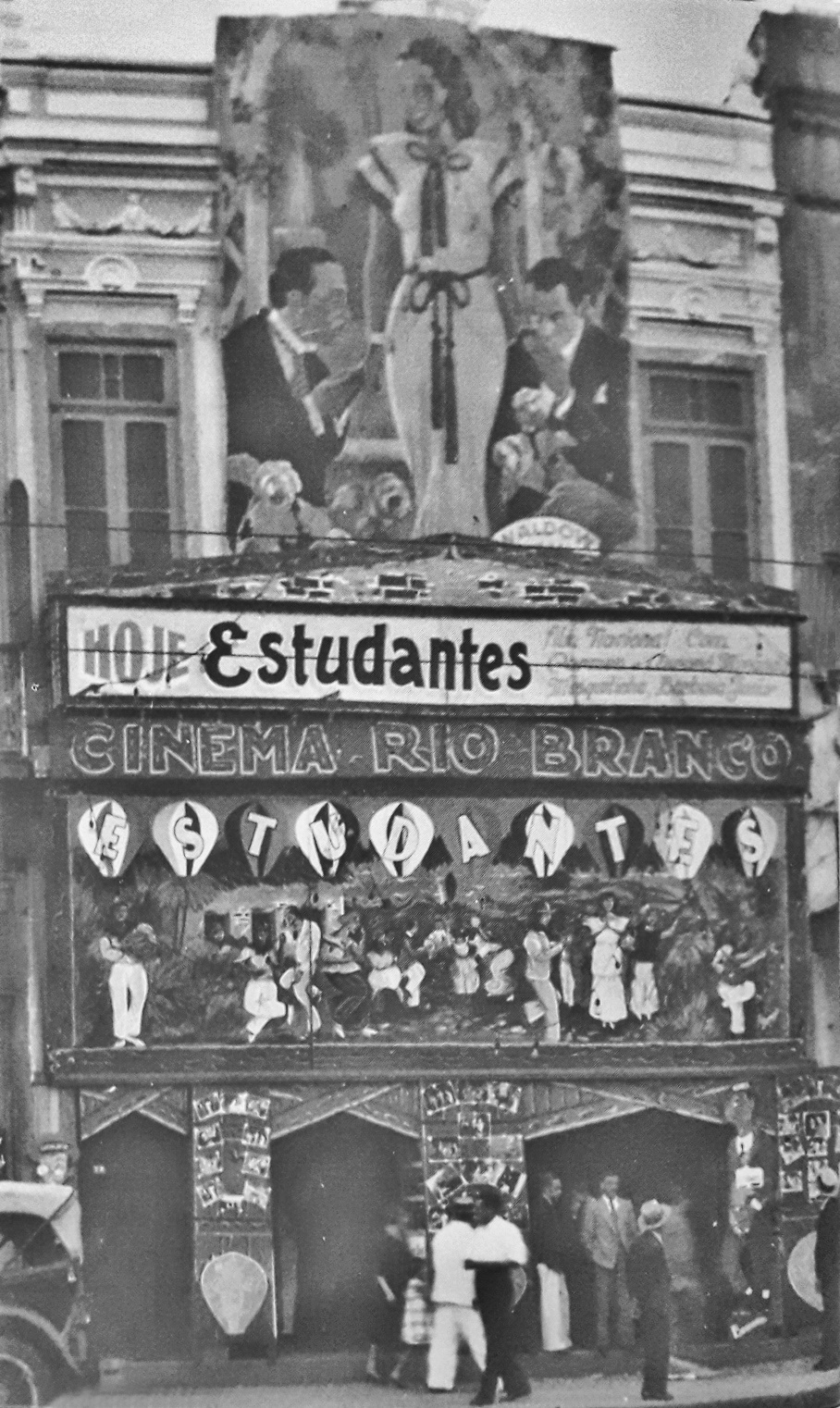
Cinema Rio Branco - Estudantes 1935.

Esta, infelizmente para eles, não se casará com nenhum dos dois. Mário é o felizardo. Resta porém, a Flores e Ramalhete o consolo de não haver sido derrotado pelo rival e sim por um terceiro.

## Elenco

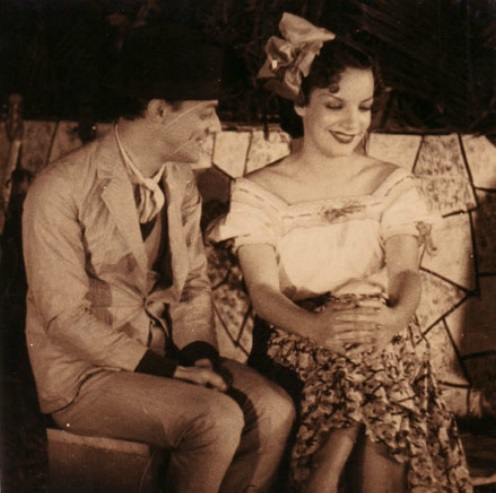
Carmen Miranda e Barbosa Júnior em cena do filme.

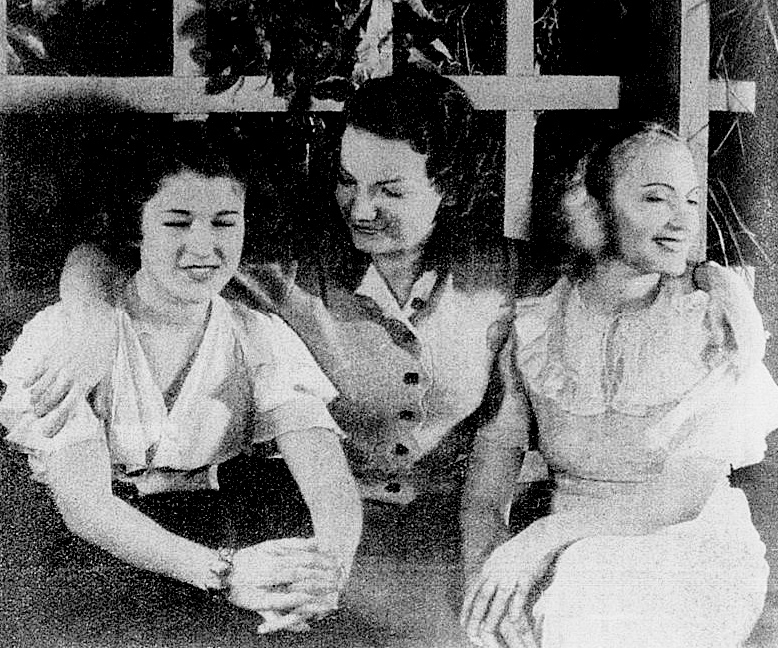
Carmen Miranda (ao centro) e as irmãs Jeanette Weyting e Dulce Weytingh.

- Carmen Miranda.... Mimi
- Barbosa Júnior.... Flores
- Mesquitinha.... Ramalhete
- Mário Reis.... Mário
- Sílvio Silva.... Professor
- César Ladeira.... Locutor
- Silva Filho
- Jorge Murad
- Aurora Miranda
- Silvinha Melo
- Irmãos Tapajós
- Almirante
- Hervé Cordovil
- Jaime Ferreira
- Dulce Weytingh
- Jeanette Weytingh
- Nina Marina
- Carmem Silva
- Bando da Lua
- Simon Bountman
- Regional de Benedito Lacerda

## Números musicais
| Música                     | Autor(es)                        | Intérprete(s)                  |
| -------------------------- | -------------------------------- | ------------------------------ |
| Sonho de Papel             | Alberto Ribeiro                  | Carmen Miranda                 |
| Linda Mimi                 | João de Barro                    | Mário Reis                     |
| E Bateu-Se a Chapa         | Assis Valente                    | Carmen Miranda                 |
| Linda Ninon                | Cantídio de Melo e João de Barro | Aurora Miranda                 |
| Ele ou Eu                  | Alberto Ribeiro                  | Silvinha Melo & Irmãos Tapajós |
| Onde Está Meu Carneirinho? | Custódio Mesquita                | Aurora Miranda                 |
| Lalá                       | Alberto Ribeiro e João de Barro  | Bando da Lua                   |
| Assim Como o Rio           | Almirante                        | Almirante                      |